# خانه حاج خلیلی
خانه حاج خلیلی مربوط به دوره پهلوی است و در تنکابن، خیابان شهید مطهری، نرسیده به مسجد ساعد واقع شده و این اثر در تاریخ ۱۹ اسفند ۱۳۸۰ با شمارهٔ ثبت ۵۰۰۱ به‌عنوان یکی از آثار ملی ایران به ثبت رسیده است.